# Ad Duqm
Ad Duqm is een kustplaats in het gouvernement Al Wusta van het sultanaat Oman.

## Ligging
De oude vissersplaats ligt aan de kust in het oosten van Oman ongeveer halverwege Masqat in het noorden en Salalah in het uiterste zuiden van het land. Het was een kleine plaats, maar werd in 2001 door de overheid aangewezen als locatie voor een grote zeehaven met een grote scheepswerf. Voor de ontwikkeling van het toerisme in de regio wordt ook een nieuwe luchthaven aangelegd. Deze plannen passen in het kader van de overheid om de economie te diversifiëren en banen te creëren voor de bevolking.

## Klimaat
De plaats heeft een woestijnklimaat, zeer droog met gemiddelde maandtemperaturen van minimaal 20 tot maximaal 35 graden Celsius. De neerslag is zeer beperkt, minder dan 10mm op jaarbasis. Rond de jaarwisseling krijgt het gebied een staartje van de moesson mee, die lokaal bekendstaat als Khareef. 
| Maand                              | jan | feb | mrt | apr | mei | jun | jul | aug | sep | okt | nov | dec | Jaar |
| ---------------------------------- | --- | --- | --- | --- | --- | --- | --- | --- | --- | --- | --- | --- | ---- |
| Gemiddelde temperatuur (°C)        | 21  | 23  | 26  | 31  | 33  | 33  | 31  | 29  | 30  | 27  | 25  | 22  | 28   |
|                                    |     |     |     |     |     |     |     |     |     |     |     |     |      |
| Neerslag (mm)                      | 1   | 0   | 0   | 0   | 0   | 0   | 0   | 0   | 0   | 2   | 0   | 4   | 7    |
| Bron: Weather.com: Weer in Ad Duqm |     |     |     |     |     |     |     |     |     |     |     |     |      |

## Economie
De stad is aangewezen als groeikern. De regering van Oman wil in Ad Duqm een haven-industrieel complex bouwen met nadruk op petrochemie. Hiervoor werd 21.000 hectare afgebakend, waarvan 3.300 hectare gereserveerd is voor een raffinaderij en petrochemisch complex en 116 hectare voor de haven. In 2012 werd het vijf jaar durende havenproject in Duqm opgeleverd. Sinds 2007 tot het einde van de werken baggerde Jan De Nul Group in deze gloednieuwe haven en toegangskanaal meer dan 60 miljoen m3, en werd er meer dan 10 miljoen m3 zand aangevoerd voor een nieuwe haventerminal. In totaal vergen de plannen een investering van 6 miljard dollar alleen al voor de infrastructuur, waaronder een elektriciteitscentrale en ontziltingsinstallatie voor de watervoorziening. Ten noorden van de plaats is er ruimte gereserveerd voor industrie en ten zuiden komen er faciliteiten voor toeristen.
In 2010 werd de Port of Duqm Company (PDC) opgericht. Een joint venture van de overheid en de haven van Antwerpen heeft een concessie gekregen voor een periode van 28 jaar. Antwerpen zal mee investeren en de haven gaan beheren. De haven krijgt twee golfbrekers met een totale lengte van 8,6 kilometer en een kade van 2,25 kilometer. De haven kan vanaf 2012 schepen ontvangen met een maximale diepgang van 19 meter.
Een paar jaar eerder was de Oman Drydock Company (ODC) gesticht. De overheid is de enige aandeelhouder, maar werkt nauw samen met Daewoo Shipbuilding & Marine Engineering (DSME) van Zuid-Korea. In juni 2008 werd met de aanleg een aanvang gemaakt. De scheepswerf is een van de grootste en modernste van het Midden-Oosten en werd in april 2011 geopend. De werf beschikt over een kade met een lengte van 2.800 meter, twee grote droogdokken op het land en een drijvend dok. De droogdokken kunnen schepen behandelen met een draagvermogen tot 600.000 ton. De dokken zijn 410 meter lang, 80 of 95 meter breed en 14,5 meter diep. Het drijvend dok kan schepen tot 80.000 DWT aan.

## Luchthaven
De stad kreeg in 2014 een eigen luchthaven, Duqm Jaaluni Airport, om de ontwikkeling als toeristische bestemming en de commerciële activiteiten te stimuleren. De start- en landingsbaan is 4.000 meter lang en 60 meter breed. De terminal krijgt een capaciteit van 500.000 passagiers en 50.000 ton vracht per jaar. De luchthaven krijgt vier staanplaatsen voor vliegtuigen.

## Ruimtehaven
In 2021 werd beslist om Etlaq Spaceport in de buurt te bouwen. Anno 2025 is de in volle uitbouw en werd er een eerste sondeerraket gelanceerd.